# Sport Portos de Bissau
Der Sport Clube dos Portos de Bissau, meist nur Sport Portos de Bissau oder auch SC Portos de Bissau, ist ein Sportverein aus der guinea-bissauischen Hauptstadt Bissau. Er ist vor allem für seine Fußballabteilung bekannt.
Der Verein empfängt seine Gäste entweder im 1000 Zuschauer fassenden vereinseigenen Campo dos Sportos de Bissau oder im Estádio Lino Correia mit 12.000 Plätzen.

## Geschichte
Der erstmals 1957 gegründete Verein wurde am 29. August 1987 als Werksteam des Hafenbetreiberunternehmens von Bissau (APGB) neugegründet.
1993 gelang dem Verein sein erster Gewinn des Landespokals, der Taça Nacional da Guiné-Bissau, den er 1998 und 2006 erneut gewinnen konnte.
Auch die Landesmeisterschaft Campeonato Nacional da Guiné-Bissau konnte der Klub 1993 gewinnen, womit er in dem Jahr das Double in Guinea-Bissau holte. Eine Landesmeisterschaft konnte der Klub seither nicht wiederholen (Stand 2017).
Den Supercup des Landes, die Super Taça Nacional, konnte der Klub bisher noch nicht für sich entscheiden.

## Erfolge
- Guinea-bissauische Meisterschaft:
  - 1993
- Guinea-bissauischer Pokal:
  - 1993, 1998, 2006
- Guinea-bissauischer Supercup:
  - 1993